# Croce (Francia)
Croce (in corso A Croce) è un comune francese di 85 abitanti situato nel dipartimento dell'Alta Corsica nella regione della Corsica.

## Società

### Evoluzione demografica
Abitanti censiti